# Државни пут 259
Пре задње рекласификације пут је био IБ класе са ознаком 43.